# Tapeinidium carolinense
Tapeinidium carolinense är en ormbunkeart som beskrevs av Kramer. Tapeinidium carolinense ingår i släktet Tapeinidium och familjen Lindsaeaceae. Inga underarter finns listade.